# Trnávka (Ondava)
Die Trnávka ist ein 36,6 km langer Fluss im Osten der Slowakei und ein Nebenfluss der Ondava.
Der Fluss entspringt im Gebirge Slanské vrchy unterhalb des Bergs Ploská auf einer Höhe von ca. 470 m n.m., südsüdöstlich des Dargovpasses. Sie begleitet zuerst die Straße 1. Ordnung 19 nach Osten und erreicht in Dargov das Ostslowakische Tiefland und fließt weiter durch Trnávka und den Stausee Sečovce in die Stadt Sečovce, wo die Trnávka die rechtsseitige Trnava aufnimmt. Bei Hriadky wendet sich der Fluss nach Süden, weg von der Straße 1. Ordnung 19 und fließt ab diesem Punkt im regulierten Flussbett durch Vojčice, Milhostov, den Rand der Stadt Trebišov und der Gemeinde Zemplínske Hradište. Etwa einen Kilometer hinter dem letztgenannten Ort kommt von der rechten Seite der größte Zufluss, der Chlmec. Auf der restlichen Strecke fließt die Trnávka nach Osten und Südosten und mündet östlich von Hraň in die Ondava.